# Разме Кумбароски
Разме Кумбароски (на македонска литературна норма: Разме Кумбароски) е поет, романист, есеист и преводач от Северна Македония.

## Биография
Роден е през 1944 година в анексираната от Албания Струга. Завършва Филологическия факултет на Скопския университет. В 1980 година защитава магистратура във Факултета за политически науки в Загреб. Заедно с Димитрие Дурацовски е основател на мултимедийното списание за литература и изкуство „Форма“. Работи като секретар на фестивала „Стружки вечери на поезията“. Член е на Дружеството на писателите на Македония от 1987 година.